# Mallochohelea errinae
Mallochohelea errinae är en tvåvingeart som först beskrevs av Meillon 1940.  Mallochohelea errinae ingår i släktet Mallochohelea och familjen svidknott. Inga underarter finns listade i Catalogue of Life.